# Altars of Madness
Altars of Madness es el álbum debut de la banda de death metal Morbid Angel, establecida en Florida. El CD original y la versión remasterizada (lanzada en 2003) incluye varias versiones remezcladas de canciones del álbum. 2006 vio el lanzamiento de un doble disco, con la remasterización del 2003 de un lado y el 'Live Madness 89', grabado en el Nottingham Rock City el 14 de noviembre de 1989, en el lado de DVD.
El álbum contiene las canciones "Chapel of Ghouls", "Immortal Rites" y "Blasphemy", infaltables en las presentaciones en vivo de la banda.
El diseño de la portada, a cargo de Dan Seagrave, representa los diferentes estados de ánimo del ser humano.

## Comentarios y reseñas
- "El álbum entero es sorprendente"- Alex Webster de Cannibal Corpse.[1]
- Allmusic escribe "no se puede negar su influencia".[2]
- La revista Terrorizer de RU califica este álbum como el mejor momento de Morbid Angel y del death metal, describiéndolo como "contundente y crudo pero también técnico, exacto e intimidantemente consistente."

## Lista de canciones
| N.º | Título                                         | Música                        | Duración |  |
| 1.  | «Immortal Rites»                               | Trey Azagthoth, David Vincent | 4:04     |  |
| 2.  | «Suffocation»                                  | Azagthoth, Vincent            | 3:15     |  |
| 3.  | «Visions from the Dark Side»                   | Azagthoth, Vincent            | 4:10     |  |
| 4.  | «Maze of Torment»                              | Azagthoth, Vincent            | 4:25     |  |
| 5.  | «Lord of All Fevers & Plague» (CD bonus track) | Azagthoth                     | 3:28     |  |
| 6.  | «Chapel of Ghouls»                             | Azagthoth, Mike Browning      | 4:58     |  |
| 7.  | «Bleed for the Devil»                          | Azagthoth                     | 2:23     |  |
| 8.  | «Damnation»                                    | Azagthoth, Vincent            | 4:10     |  |
| 9.  | «Blasphemy»                                    | Azagthoth                     | 3:31     |  |
| 10. | «Evil Spells»                                  | Azagthoth                     | 4:13     |  |
| 11. | «Maze of Torment» (remix) (CD bonus track)     |                               | 4:27     |  |
| 12. | «Chapel of Ghouls» (remix) (CD bonus track)    |                               | 4:59     |  |
| 13. | «Blasphemy» (remix) (CD bonus track)           |                               | 3:21     |  |

## Personal
- David Vincent – bajo, voz
- Trey Azagthoth – guitarra líder, guitarra rítmica
- Richard Brunelle – guitarra líder, guitarra rítmica
- Pete Sandoval – batería